# Байконыс (Западно-Казахстанская область)
Байконыс (каз. Байқоныс, до 2023 г. — Трёкино) — село в Байтерекском районе Западно-Казахстанской области Казахстана. Административный центр Байонысского сельского округа. Код КАТО — 274461100.

## Географическое положение
Село расположено у озера-старицы Гнилое в правобережной пойме Урала.

## История
Станица Трёкинская входила в 1-й Уральский военный отдел Уральского казачьего войска.

## Население
В 1999 году население села составляло 1370 человек (681 мужчина и 689 женщин). По данным переписи 2009 года в селе проживал 1781 человек (880 мужчин и 901 женщина).